# Buste du Grand Condé
Le buste du Grand Condé est un buste en bronze représentant Louis II de Bourbon-Condé, réalisé en 1688 par Antoine Coysevox et conservé au musée du Louvre.

## Contexte
Antoine Coysevox réalise des tombeaux comme celui de Mazarin et de Colbert. Ici il s'agit du portrait de Louis II de Bourbon-Condé, cousin du roi, grand militaire et grand stratège, qui fut réalisé deux ans après sa mort. Il faut cependant noter qu'une étude préparatoire fut réalisée de son vivant. La commande est passée par le neveu de Condé, Conti pour sa résidence privée. Il s'agit tout de même d'une commande d'apparat.

## Description
Il s'agit là d'un article caractéristique du XVIIe siècle pour lequel trois aspects sont importants : le visage, le costume et la perruque. Ici Coysevox cherche à faire ressortir le côté militaire du prince de Condé. Il passe outre au côté laid du personnage en lui donnant un regard perçant et intense pour montrer l’assurance du militaire. La tête est déportée sur la droite de trois-quarts. Le prince se détourne du spectateur, regardant au loin, afin de donner de l'ampleur et du mouvement à la statue. Cela - détourner le regard - avait déjà été essayé par quelqu'un comme le Bernin (buste de Louis XIV, Versailles) mais la majorité des artistes adoptent un traitement frontal.
Le buste ne peut avoir de contexte décoratif. Seul le vêtement peut y participer. Ici, Coysevox choisit l'armure à l'antique. Il insiste donc à nouveau sur le côté militaire et héroïque. Il porte un manteau en fleur de lys, pour spécifier son appartenance à la famille royale. Et l'armure est ornée de griffon et d'une tête de lion au niveau de l'épaule, ce qui traduit son courage et sa puissance. Ce qui est aussi évoqué par sa longue chevelure en crinière.